# Stappitzi-tó
A Stappitzi-tó (németül: Stappitzer See) egy tó a karintiai Seebach-völgyben. A Magas-Tauern Nemzeti Park szélén elterülő tó közigazgatásilag Mallnitzhoz tartozik, és 1273 méter tengerszint feletti magasságon található.

## Földrajza
A Stappitzi-tó a legutóbbi jégkorszak végén jött létre. A gleccserek visszahúzódása földcsuszamlásokat idézett elő, ami lezárta a mallnitzi völgyet. Így egy 10 km hosszú tó alakult ki, amely egészen a Seebach völgyig nyúlt, és idővel a patakok hordaléka feltöltötte a völgyet. Ennek a feltöltődési folyamatnak a maradványa a tó,
A Seebach mellékágainak hordalékkúpjai egy újabb gátat hoztak létre, emögött jött létre a tó. A tó közelében 250 m vastagságú üledékek rakódtak le.

## Története

### Völgyelzáró tervek

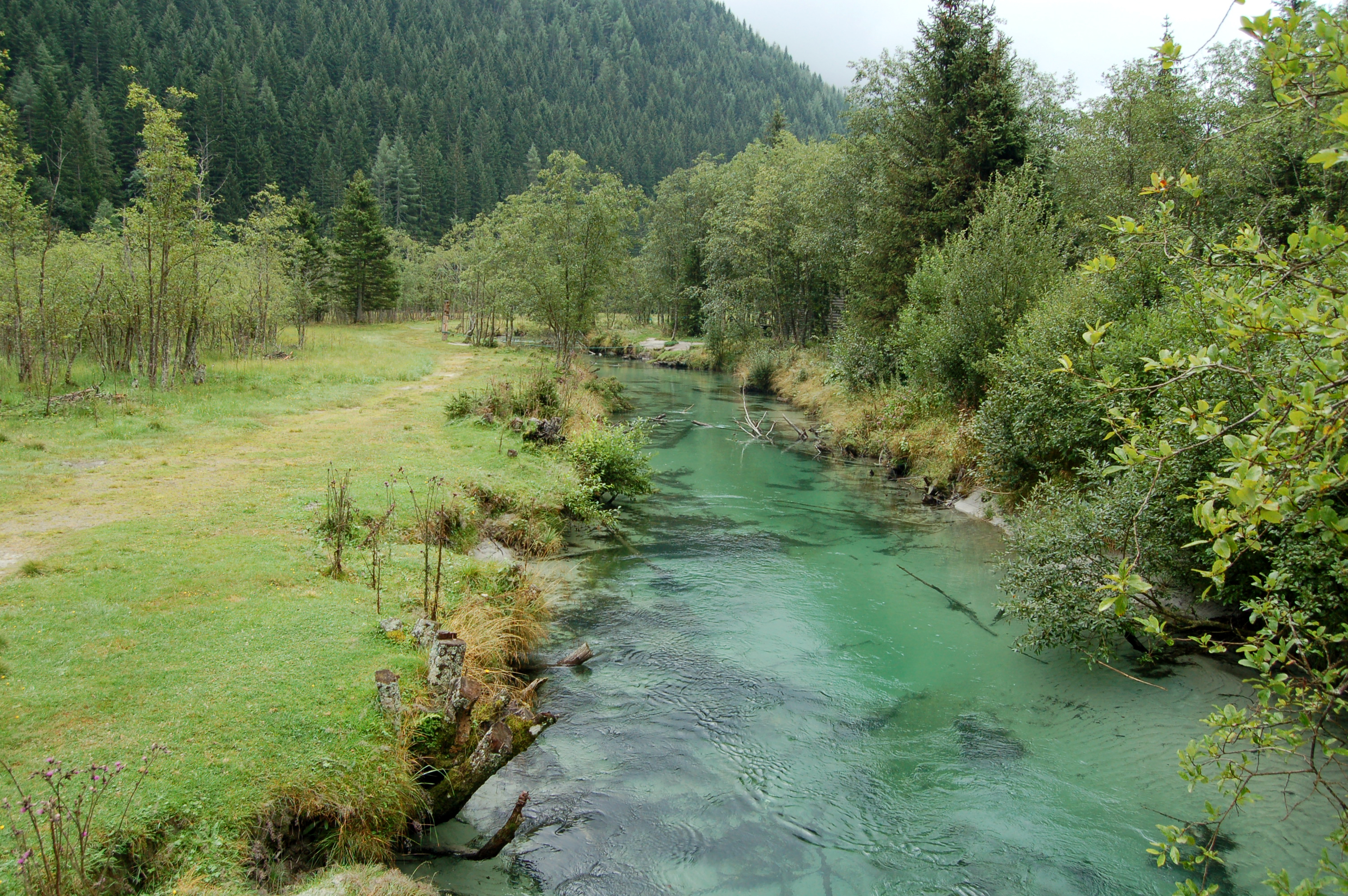
A Seebach a tó közelében

Az 1970-es években az akkori Österreichische Draukraftwerke energiaipari cég egy víztározóművet tervezett a völgybe. 1979 és 1981 között földtani próbafúrások zajlottak a tó fenekén. A lakosság ellenállása miatt az erőmű terve azonban meghiúsult, és a fúrások során kinyert magmintákat geológiai és pollenanalitikai kutatások rendelkezésére bocsátották.

### Őstörténeti kutatások
Az eredetileg négy, 96 m mélységig eljutó próbafúrást 1999-ben egy ötödik egészítette ki, amelynek során 160 m mélységig jutottak el a kutatók. Ezzel a völgygleccser Würm-glaciálisból származó fenékmorénáját is elérték, azonban az alapkőzetet nem. A magminták mintegy 17000 évre visszamenőleg szolgáltattak adatokat. A pollenanalízissel korabeli folyamatok kutatása vált lehetővé, melynek során a jégkorszak meleg- és hideg periódusainak változása is vizsgálhatóvá vált. Az alsó réteg elemzéséből mintegy 60 növényfaj (köztük virágzó növények is) meglétére lehetett következtetni. Abban a korban a Dráva-gleccser már felbomlott, a völgyben pedig egy kisebb gleccser volt. Az éghajlati viszonyok az erős ingadozások ellenére kedvező hatással voltak a cserje- és faszerű növények elterjedésére.
A magminták pollenjeinek tanúsága szerint a szélsőséges hideg periódusban (15000-12000 évvel korábban) eltűntek a fafélék, és megjelentek a fűfélék, majd (12000-11000 évvel korábban) újra nyírfa, törpefenyő és égerfa népesítette be a területet. Kb. 9800 éve a lucfenyő, szilfa, mogyoró és az égerfa vette birtokba a vidéket. A jégkorszak utáni meleg időszak csúcsán (6700-5000 éve) az éves átlaghőmérséklet 1 és 2, a nyári átlaghőmérséklet pedig 2 és 3 Celsius-fokkal magasabb volt mint napjainkban.

## Ökológia

### Állatvilág
A tó közvetlen környezete nem számít a védett madarak fészekrakó helyének, azonban az Alpokat átrepülő vándormadarak pihenőhelyként használják a helyet. Így többek között a sarki búvár és a sárga billegető is megfigyelhető a víz közelében.
A kis vöcsök populáció tó melletti költőhelye Ausztria legmagasabban fekvői között van. A havasi sarlósfecske és szirtifecske népesség számára a tó és a mocsaras vidék kiváló táplálékszerző terület.
A tóban négy halfaj meglétét mutatták ki:
sarkvidéki szemling, sebes pisztráng, szivárványos pisztráng és fürge cselle.

### Természetvédelmi helyzete
1986 áprilisában a tavat és környezetét természetvédelmi-, majd 2008 márciusában európai madárvédelmi területté nyilvánították.
A tó környékének védett madarai:
sarki búvár, császármadár, uhu, európai törpekuvik, gatyáskuvik, fekete harkály, hamvas küllő, háromujjú hőcsik, kékbegy, tövisszúró gébics.
Ezek mellett a botos kölönte és a sárgahasú unka is védettséget élvez.

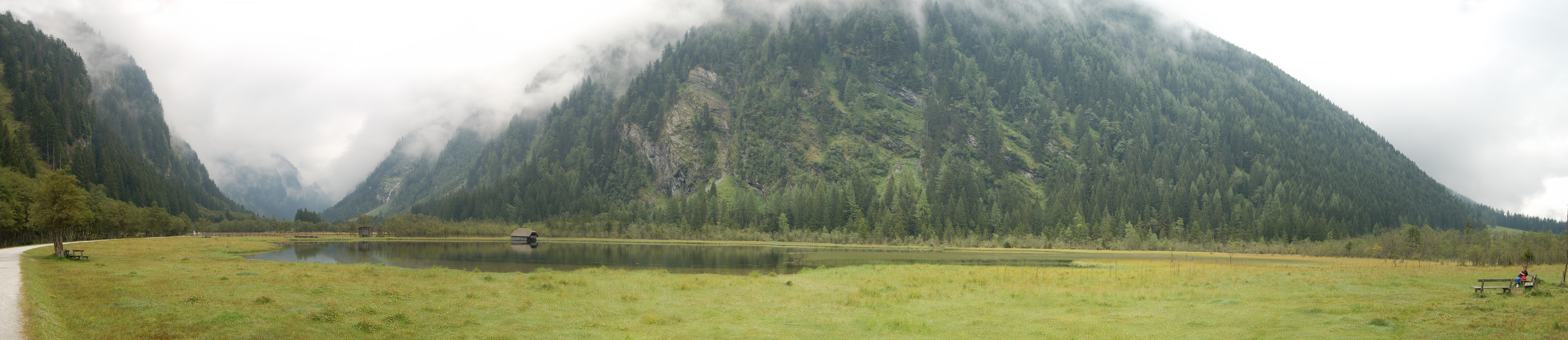
A tó panorámája, balra a Seebach-völgy